# Щітківський Іван
Іван Іванович Щіткі́вський (1866 — 1942) — український культурний і громадський діяч. Голова Комітету зі спорудження пам'ятника Т. Г. Шевченку у Києві (з 1908). 

## Життєпис
Випускник Київської духовної семінарії (1887). Гласний Київської міської думи. Був членом багатьох думських комісій: берегової, земельної, садової, влаштування школи з садівництва та городництва. Мешкав у Києві у двоповерховому будинку на вул. Полтавській, 4, спорудженому за проєктом архітектора Василя Кричевського. Володів значною нерухомістю у Києві. 1911 року очолив Об'єднаний комітет Полтавського губернського земства та Київського думського комітету, котрий опікувався встановленням пам'ятника Т. Шевченку у Києві. 
1918 року — службовець банку Київського міського кредитного товариства. Науковий співробітник ВУАН, секретар Комісії історії Києва і Правобережжя при ВУАН. Скарбник редакції та упорядник архіву часопису «Україна».
На початку 1930-х років разом з Сергієм Шамраєм та Михайлом Карачківським намагався врятувати науковий архів Історичних установ ВУАН. У грудні 1940 року звернувся до Рукописного відділу Бібліотеки АН УРСР із клопотанням прийняти на зберігання рукописні матеріали Об'єднаного комітету Полтавського губернського земства та Київського думського комітету. 
Наприкінці життя мешкав у Києві у страшних злиднях. У січні 1942 року Український комітет взаємодопомоги клопотався про надання допомоги Іванові Щітківському.
Автор низки праць із києвознавства та шевченкознавства. Підтримував зв'язки з багатьма відомими українськими діячами, зокрема з Михайлом Грушевським, Михайлом Коцюбинським, Василем Кричевським, Олександром Русовим, Євгеном Чикаленком та багатьма іншими.
Іван Щітківський відійшов у засвіти у 1942 році. Похований на новому Байковому цвинтарі.

## Праці
Праці з історії Києва у видавництві ВУАН:
- «Пам'ятник Т. Шевченкові в Києві та київська адміністрація» (1925),
- «Невідомий архітектурний твір академіка О. В. Беретті в Києві» (1930),
- «До історії забудування Києва на початку XIX ст.» (1930).